# Освајачи олимпијских медаља у атлетици, мушки, бацање диска са две руке
Освајачи олимпијских медаља у атлетици за мушке у дисциплини бацање диска са две руке, која је на програму игара била само 1912, приказани су у следећој табели. Резултати су исказани у метрима.
| Олимпијске игре       | Злато                | Злато | Сребро                 | Сребро | Бронза                | Бронза |
| --------------------- | -------------------- | ----- | ---------------------- | ------ | --------------------- | ------ |
| Стокхолм 1912. детаљи | Армас Таипале Финска | 82,86 | Елмер Никландер Финска | 77,96  | Емил Магнусон Шведска | 77,37  |